# Coptoptera
Coptoptera is een geslacht van kevers uit de familie van de loopkevers (Carabidae). De wetenschappelijke naam van het geslacht is voor het eerst geldig gepubliceerd in 1837 door Chaudoir.

## Soorten
Het geslacht Coptoptera omvat de volgende soorten:
- Coptoptera angusticollis Boheman, 1848
- Coptoptera apicalis (Peringuey, 1896)
- Coptoptera brunnea Chaudoir, 1837
- Coptoptera capicola Peringuey, 1896
- Coptoptera longicollis Basilewsky, 1956
- Coptoptera malvernensis (Barker, 1919)
- Coptoptera pugnax (Peringuey, 1896)
- Coptoptera simplex (Peringuey, 1896)
- Coptoptera zuluana Basilewsky, 1956